# Municipio de Greenfield (condado de Fairfield)
El municipio de Greenfield (en inglés: Greenfield Township) es un municipio ubicado en el condado de Fairfield en el estado estadounidense de Ohio. En el año 2010 tenía una población de 5565 habitantes y una densidad poblacional de 67,94 personas por km².

## Geografía
El municipio de Greenfield se encuentra ubicado en las coordenadas 39°46′45″N 82°40′19″O / 39.77917, -82.67194. Según la Oficina del Censo de los Estados Unidos, el municipio tiene una superficie total de 81.91 km², de la cual 81.63 km² corresponden a tierra firme y (0.34%) 0.28 km² es agua.

## Demografía
Según el censo de 2010, había 5565 personas residiendo en el municipio de Greenfield. La densidad de población era de 67,94 hab./km². De los 5565 habitantes, el municipio de Greenfield estaba compuesto por el 97.72% blancos, el 0.23% eran afroamericanos, el 0.16% eran amerindios, el 0.38% eran asiáticos, el 0.02% eran isleños del Pacífico, el 0.22% eran de otras razas y el 1.28% pertenecían a dos o más razas. Del total de la población el 0.79% eran hispanos o latinos de cualquier raza.